# Linea U1 (metropolitana di Berlino)
La linea U1 (in tedesco: U-Bahn-Linie U1) è la linea più antica della metropolitana di Berlino. Collega Uhlandstraße ad ovest e Warschauer Straße ad est grazie ad un percorso prevalentemente in viadotto lungo circa 9 chilometri e comprendente 13 stazioni, servendo così i quartieri: Charlottenburg, Schöneberg, Kreuzberg e Friedrichshain.

## Storia
I progetti sul finire del XIX secolo per la costruzione della sopraelevata erano mal visti dai ricchi residenti del centro di Berlino i quali temevano inquinamento acustico e visivo. La linea U1 venne perciò realizzata nei quartieri più poveri e periferici del sud della città. I lavori furono terminati nell'arco di sei anni, tra il 1896 e il 1902.
Oggi la U1 è l'unica linea della U-Bahn a non intersecare l'anello ferroviario Ringbahn, ed è perciò la sola linea della metropolitana di Berlino integralmente contenuta nella città interna (Innenstadt).

## Percorso
Con origine nel quartiere di Friedrichshain, la linea U1 sormonta il fiume Sprea grazie all'Oberbaumbrücke, per poi attraversare in direzione ovest i quartieri di Kreuzberg e Schöneberg fino a Charlottenburg.
La parte orientale della linea è sopraelevata e costituisce il tratto più antico (inaugurato nel 1902) della metropolitana di Berlino.

### Stazioni
Delle tredici stazioni di cui è composta la U1, ben sette appartengono al quartiere di Kreuzberg, per il quale la linea costituisce non solo un importante asse viario ma anche un suo caratteristico e pittoresco scenario.

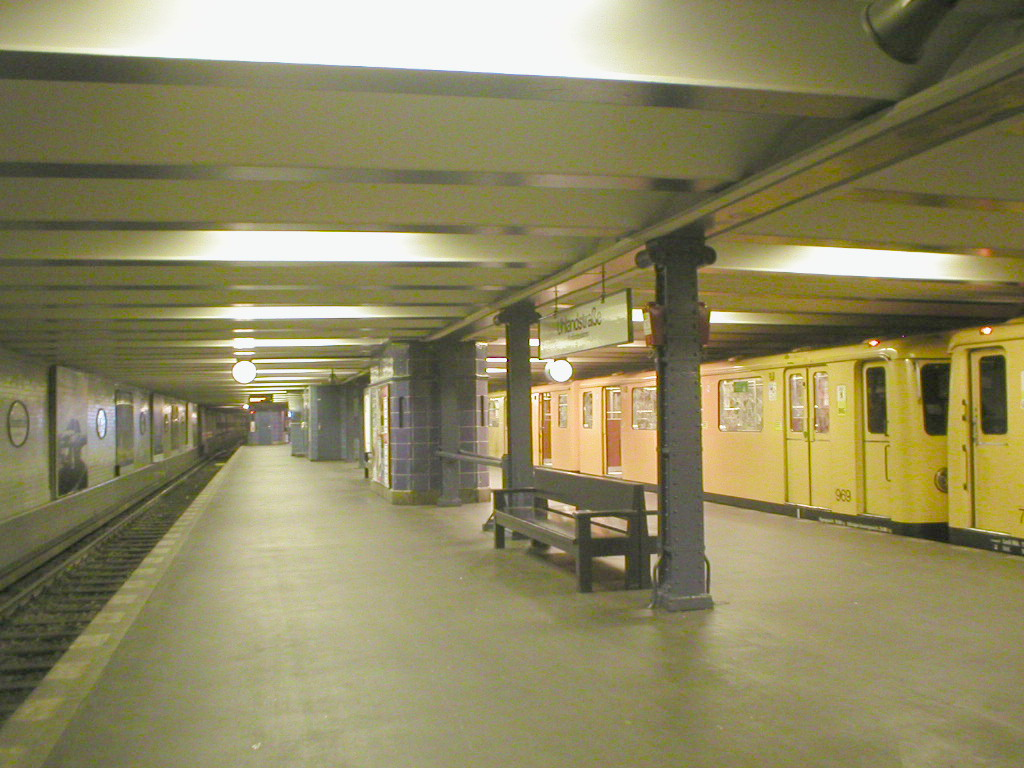
La stazione Uhlandstraße della U1

| Nome              | Apertura                                                    | Interscambi                         | Note                                             |
| ----------------- | ----------------------------------------------------------- | ----------------------------------- | ------------------------------------------------ |
| Warschauer Straße | 17 agosto 1902                                              | S-Bahn (linee S3, S5, S75, S7 e S9) | dal 1902 al 1995 era nota come Warschauer Brücke |
| Schlesisches Tor  | 18 febbraio 1902                                            |                                     |                                                  |
| Görlitzer Bahnhof | 18 febbraio 1902                                            |                                     | dal 1902 al 1926 era nota come Oranienstraße     |
| Kottbusser Tor    | 15 febbraio 1902 (U1 e U3) 12 febbraio 1928 (U8)            | U8                                  |                                                  |
| Prinzenstraße     | 18 febbraio 1902                                            |                                     |                                                  |
| Hallesches Tor    | 18 febbraio 1902 (U1 e U3) 30 gennaio 1923 (U6)             | U6                                  |                                                  |
| Möckernbrücke     | 18 febbraio 1902                                            | U7                                  |                                                  |
| Gleisdreieck      | 1912-1913                                                   | U2                                  |                                                  |
| Kurfürstenstraße  | 24 ottobre 1926                                             |                                     |                                                  |
| Nollendorfplatz   | 11 marzo 1902 (in superficie) 26 ottobre 1926 (sotterranea) | U2, U4, U3                          |                                                  |
| Wittenbergplatz   | 11 marzo 1902                                               | U2, U3                              |                                                  |
| Kurfürstendamm    | 28 agosto 1961                                              | U9                                  |                                                  |
| Uhlandstraße      | 12 ottobre 1913                                             |                                     |                                                  |

### Progetti futuri
È prevista un'estensione a nord della Warschauer Straße fino alla fermata della metropolitana Frankfurter Tor, ad incrocio con la linea U5.
Nel 2014 è stato studiato un progetto alternativo che prevedeva l'allungamento della linea da Warschauer Straße verso est, parallelamente alla S-Bahn, fino alla stazione di Ostkreuz. Con questo progetto la linea U1 avrebbe permesso di collegare gran parte di Kreuzberg con le S-Bahn che corrono sulla Ringbahn e con il traffico ferroviario regionale.
Per l'area occidentale della linea è previsto un piano di ampliamento verso ovest fino alla stazione Theodor-Heuss-Platz (U2) passando per Adenauerplatz (U7).

## Date d'apertura
- 18 febbraio 1902: Stralauer Tor ↔ Gleisdreieck
- 12 agosto 1902: Warschauer Brücke ↔ Stralauer Tor
- 3 novembre 1912: Gleisdreieck Station
- 12 ottobre 1913: Wittenbergplatz ↔ Uhlandstraße
- 24 ottobre 1926: Gleisdreieck ↔ Wittenbergplatz
- 28 agosto 1961: aggiunta la stazione Kurfürstendamm

### Testi di approfondimento
- (DE) Alexander Seefeldt, U1. Stammstrecke durch Kreuzberg, Berlino, Robert Schwandl Verlag, 2016, ISBN 978-3-936573-51-0.